# Jack Bannon
Jack Bannon, John James Bannon (Los Angeles, Kalifornia, 1940. június 14. – Coeur d’Alene, Idaho, 2017. október 25.) amerikai színész.

## Filmjei

### Mozifilmek
- Mi történt Alice nénivel? (What Ever Happened to Aunt Alice?) (1969)
- The Phynx (1970)
- Kis nagy ember (Little Big Man) (1970)
- Börtöncsapda (Death Warrant) (1990)
- Da Vinci háborúja (Da Vinci's War) (1993)
- Távoli unokatestvérek (Distant Cousins) (1993)
- Hard Vice (1994)
- A gyémánt meló (To the Limit) (1995)
- Navajo Blues
- Karácsonyi ajándékkosár (The Basket) (1999)
- Szellemes szerelem (Waitin' to Live) (2006)
- Without a Ladder (2013, rövidfilm)

### Tv-filmek
- Street Killing (1976)
- Amelia Earhart (1976)
- Gemini Man (1976)
- Tail Gunner Joe (1977)
- A döntés joga (Take Your Best Shot) (1982)
- Miracle of the Heart: A Boys Town Story (1986)
- Carly Mills (1986, tv-rövidfilm)
- Perry Mason: A vészjósló szellem esete (Perry Mason: The Case of the Sinister Spirit) (1987)

### Tv-sorozatok
- Petticoat Junction (1963–1969, 15 epizódban)
- Karen (1964)
- The Beverly Hillbillies (1964–1969, öt epizódban)
- Ármány és szenvedély (Days of Our Lives) (1965)
- Green Acres (1965–1966, két epizódban)
- The Felony Squad (1966, egy epizódban)
- Judd for the Defense (1967, egy epizódban)
- The Man from U.N.C.L.E. (1967, egy epizódban)
- Daniel Boone (1967–1970, hét epizódban)
- The Andy Griffith Show (1968, egy epizódban)
- Támadás egy idegen bolygóról (The Invaders) (1968, egy epizódban)
- The Rat Patrol (1968, egy epizódban)
- Lancer (1968, egy epizódban)
- Here's Lucy (1968, egy epizódban)
- Mannix (1968–1971, négy epizódban)
- Here Come the Brides (1969, egy epizódban)
- Lassie (1970, négy epizódban)
- Night Gallery (1971, egy epizódban)
- Monty Nash (1971, egy epizódban)
- The Bob Crane Show (1975, egy epizódban)
- Kojak (1976, egy epizódban)
- The Six Million Dollar Man (1976, egy epizódban)
- The Rockford Files (1976, egy epizódban)
- Delvecchio (1976–1977, két epizódban)
- Tarzan, Lord of the Jungle (1976–1979, hang, 36 epizódban)
- Quincy M.E. (1977, egy epizódban)
- Charlie angyalai (Charlie's Angels) (1977, egy epizódban)
- Future Cop (1977, egy epizódban)
- Lou Grant (1977–1982, 114 epizódban)
- Barney Miller (1978, egy epizódban)
- Insight (1980, egy epizódban)
- Szerelemhajó (The Love Boat) (1981, egy epizódban)
- Trapper John, M.D. (1982, egy epizódban)
- Egy kórház magánélete (St. Elsewhere) (1982–1986, négy epizódban)
- Trauma Center (1983, 13 epizódban)
- The Fall Guy (1983, egy epizódban)
- We Got It Made (1984, egy epizódban)
- Simon & Simon (1984, egy epizódban)
- Knots Landing (1982, négy epizódban)
- Remington Steele (1985, egy epizódban)
- Newhart (1985, egy epizódban)
- Falcon Crest (1985, két epizódban)
- A simlis és a szende (Moonlighting) (1985, 1987, két epizódban)
- Blacke's Magic (1986, egy epizódban)
- Matlock (1986, egy epizódban)
- Jack and Mike (1986, egy epizódban)
- Hunter (1986–1988, négy epizódban)
- Gyilkos sorok (Murder, She Wrote) (1986, 1989, két epizódban)
- Rags to Riches (1987, egy epizódban)
- The Law and Harry McGraw (1987, egy epizódban)
- Designing Women (1987, egy epizódban)
- Cagney & Lacey (1988, két epizódban)
- Santa Barbara (1987, nyolc epizódban)
- Sonny Spoon (1988, egy epizódban)
- Dinasztia (Dynasty) (1988, két epizódban)
- Nearly Departed (1989, egy epizódban)
- Murphy's Law (1989, egy epizódban)
- Midnight Caller (1989, egy epizódban)
- FM (1989–1990, két epizódban)
- Charles in Charge (1990, két epizódban)
- Night Court (1990, két epizódban)
- Dowling atya nyomoz (Father Dowling Mysteries) (1990–1991, két epizódban)
- MacGyver (1991, egy epizódban)
- Empty Nest (1991, egy epizódban)
- Öreglányok (The Golden Girls) (1992, egy epizódban)
- Camp Wilder (1993, egy epizódban)
- Cafe Americain (1994, egy epizódban)
- Quinn doktornő (Dr. Quinn, Medicine Woman) (1995, egy epizódban)
- L. A. heat – Halálos páros (L.A. Heat) (1997, egy epizódban)

## További információ
- Jack Bannon a PORT.hu-n (magyarul)
- Jack Bannon az Internetes Szinkronadatbázisban (magyarul)
- Jack Bannon az Internet Movie Database-ben (angolul)
- Jack Bannon a Rotten Tomatoeson (angolul)